# Château de Vêves
Le château de Vêves est un château situé en Wallonie dans le village de Celles, au sein de la commune d'Houyet (Belgique).

## Histoire
Le château de Vêves, construit au bord d'un petit affluent de la Lesse, a des origines anciennes. En effet, Pépin de Herstal y avait déjà élevé une villa dans la seconde moitié du VIIe siècle afin d'être plus près de l’ermitage de Saint Hadelin à Celles. La villa fut ensuite transformée en une petite forteresse par ses différents successeurs au IXe siècle. Cette forteresse fut rasée en 1200 et reconstruite en 1220 par la famille Beaufort qui en fit un château-fort plus puissant.
Détruit par les Dinantais au XVe siècle et rétabli aussitôt, le château a encore subi les ravages causés en 1793 par les révolutionnaires français[réf. nécessaire].
Au XVIIIe siècle, la famille de Liedekerke-Beaufort restaura le château, lui donnant son aspect actuel.
Avec les châteaux de Beersel, de Bouillon, de Corroy, de Horst, de Gand et de Lavaux, il constitue un des plus beaux châteaux médiévaux de Belgique.
En janvier 2018, le château de Vêves remporte le prix du patrimoine préféré des wallons.
Il est ouvert à la visite une partie de l'année.